# África do Sul nos Jogos Olímpicos de Inverno de 1998
A África do Sul participou dos Jogos Olímpicos de Inverno de 1998 em Nagano, no Japão. Foi a terceira participação do país em Jogos Olímpicos de Inverno.

## Desempenho

### Esqui alpino
| Atleta     | Evento            | Descida 1 | Descida 2 | Total   | Total |
| Atleta     | Evento            | Descida 1 | Descida 2 | Tempo   | Pos.  |
| ---------- | ----------------- | --------- | --------- | ------- | ----- |
| Alex Heath | Super G masculino |           |           | DNF     | DNF   |
| Alex Heath | Slalom masculino  | 1:06.82   | 1:07.62   | 2:14.44 | 26º   |

### Patinação artística
| Atleta        | Evento              | CFFP | FSFP | Total | Pos. |
| ------------- | ------------------- | ---- | ---- | ----- | ---- |
| Shirene Human | Individual feminino | 11.5 | 24.0 | 35.5  | 24º  |